# Борромео, Джиберто
Джиберто Борромео (итал. Giberto Borromeo; 28 сентября 1615, Милан, Миланское герцогство — 6 января 1672, Неттуно, Папская область) — итальянский куриальный кардинал. Дядя кардинала Джиберто Борромео младшего и правнучатый дядя кардинала Виталиано Борромео. Секретарь Священных Конгрегаций Священной Консульты и Апостольского визита со 2 мая 1650 по 2 марта 1654. Камерленго Священной Коллегии кардиналов с 14 января 1664 по 12 января 1665. Кардинал in pectore с 19 февраля 1652 по 2 марта 1654. Кардинал-священник со 2 марта 1654, с титулом церкви Санти-Джованни-э-Паоло с 23 марта 1654 по 6 января 1672.